# Vrbov
Vrbov é um município da Eslováquia, situado no distrito de Kežmarok, na região de Prešov. Tem 19,3 km² de área e sua população em 2018 foi estimada em 1.524 habitantes.

## Demografia
| Ano:        | 1994 | 2004   | 2014    | 2024   |
| ----------- | ---- | ------ | ------- | ------ |
| Broj ljudi: | 1165 | 1224   | 1455    | 1525   |
| Razlika:    |      | +5,06% | +18,87% | +4,81% |

| Ano:               | 2023 | 2024   |
| ------------------ | ---- | ------ |
| Número de pessoas: | 1532 | 1525   |
| Diferença:         |      | -0,45% |